# Campeonato Antiguano de Futebol
A Primeira Divisão de Futebol de Antigua e Barbuda conhecida localmente como Digicel/Red Stripe Premier Division é a principal divisão nacional criada em 1968 com a participação de 10 equipes. O Campeonato de Antígua e Barbuda, tem como confederação  a Concacaf, e a Antigua and Barbuda Football Association, e os clubes campeões disputam as respectivas competições do caribe e centro-americanas. 
Os campeões disputam o Caribbean Club Shield, podendo chegar a competições maiores dentro da Concacaf, o campeonato conta com dez clubes os rebaixados vão para a Antigua and Barbuda First Division - a segunda divisão local - e é realizado entre setembro e março, com o sistema de todos contra todos, completando 18 jogos. Quem recebe o maior número de pontos é o campeão. O último e penúltimo colocado são rebaixados a Primeira Divisão, enquanto o oitavo colocado disputa com o terceiro colocado da divisão inferior pelo lugar na competição do ano seguinte.

## Digicel and Observer Group Premier Division 2014/15
- Bassa (All Saints)
- Five Islands (St. John's)
- Hoppers (St. John's)
- Jennings Grenades
- Old Road (Old Road)
- Ottos Rangers
- Parham (Parham)
- SAP (Bolans)
- Urlings
- Fort Road (St. John's)

## Digicel/Red Stripe Premier Division Participantes 2014/2015
- All Saints United - (All Saints)
- Empire FC - (Grays Farm)
- Freemansville FC - (Freemans)
- Villa Lions FC - (Saint John's)
- Asot Arcade Parham F.C
- Bargain Motors Grenades F.C
- Cool & Smooth-Argos Greenbay Hoppers F.C
- LIME Old Road F.C
- Potters Tigers F.C
- Sani Pro Fort Road F.C
- Sugar Ridge SAP F.C
- Willikies F.C

### Primera Divisão
- Celtics F.C
- Cool & Smooth Empire F.C
- Five Islands F.C
- Freemansville S.C
- Liberta S.C
- Lion Hill F.C
- National Park English Habour F.C
- Ottos Ranger F.C
- Pigotts Bullets S.C
- Seaview Farm F.C
- Urlings F.C
- Villa Lions F.C.

### Segunda Divisão
- 5 P's
- Abaya F.C
- Bailey's Jewelery Young Warriors F.C
- Bargain Center Bendals F.C
- Bethesda S.C
- Black Panthers F.C
- Garden Stars F.C
- Glanvilles F.C
- Golden Grove F.C
- Gunthrope Springs Wings
- Harney Motors Tryum F.C
- Hill Top F.C
- Huff Hatton Stars F.C
- Jennings United
- John Hughes F.C
- Maginley Bluejays
- Pares F.C
- Police F.C
- Real Blizzard F.C
- Shot Gun F.C
- Swetes F.C
- WestHam F.C

## Campeões
| Ano     | Campeão                                             | Vice-Campeão                                        | Info  |
| 1961/62 | Arsenal                                             | National Supastars                                  | [ 2 ] |
| 1962/63 | Falmouth                                            | Saint George                                        | [ 2 ] |
| 1963/64 | Saint George                                        | Empire                                              | [ 2 ] |
| 1964/65 | Saint George                                        | National Supastars                                  | [ 2 ] |
| 1965/66 | Falmouth                                            | Percival House                                      | [ 2 ] |
| 1966/67 | Pan Am Jets                                         | Empire                                              | [ 2 ] |
| 1967/68 | Codrington                                          | Empire                                              | [ 2 ] |
| 1968/69 | Empire                                              | Codrington                                          | [ 2 ] |
| 1969/70 | Empire                                              | Codrington                                          |       |
| 1970/71 | Empire                                              | Falmouth                                            | [ 2 ] |
| 1971/72 | Empire                                              | Alma Swanley                                        | [ 2 ] |
| 1972/73 | Empire                                              | Brimsdown Rovers                                    | [ 2 ] |
| 1974/75 | Empire                                              | National Supastars                                  |       |
| 1975/76 | Supa Stars                                          | Percival House                                      | [ 2 ] |
| 1976/77 | Supa Stars                                          | Loughborough                                        | [ 2 ] |
| 1977/78 | Five Islands                                        | Empire                                              | [ 2 ] |
| 1978/79 | Empire                                              | Liberta                                             | [ 2 ] |
| 1979/80 | Brimsdown Rovers                                    | Saint George                                        | [ 2 ] |
| 1980/81 | Saint George                                        | Empire                                              | [ 2 ] |
| 1981/82 | Saint George                                        | Empire                                              | [ 2 ] |
| 1982/83 | Lion Hill Spliff                                    | Empire                                              | [ 2 ] |
| 1983/84 | Villa Lions                                         | Empire                                              | [ 2 ] |
| 1984/85 | Liberta                                             | Empire                                              |       |
| 1985/86 | Villa Lions                                         | Saint George                                        |       |
| 1986/87 | Liberta                                             | Ottos Rangers                                       | [ 2 ] |
| 1987/88 | Empire                                              | Ottos Rangers                                       | [ 2 ] |
| 1988/89 | SAP FC                                              | Saint George                                        | [ 2 ] |
| 1989/90 | J & J Construction                                  | Ottos Rangers                                       | [ 2 ] |
| 1990/91 | Hereford United                                     | Empire                                              | [ 2 ] |
| 1991/92 | Empire                                              | Glanvilles                                          | [ 2 ] |
| 1992/93 | Hereford United                                     | Parham                                              | [ 2 ] |
| 1993/94 | Lion Hill Spliff                                    | Saint George                                        | [ 2 ] |
| 1994/95 | English Harbour                                     | Hereford United                                     |       |
| 1995/96 | English Harbour                                     | Falmouth                                            | [ 2 ] |
| 1996/97 | English Harbour                                     | Wigan Borough                                       | [ 2 ] |
| 1997/98 | Empire                                              | English Harbour                                     |       |
| 1998/99 | Empire                                              | Parham                                              |       |
| 1999/00 | Empire                                              | English Harbour                                     |       |
| 2000/01 | Empire                                              | Bassa                                               |       |
| 2001/02 | Parham                                              | Empire                                              |       |
| 2002/03 | Parham                                              | SAP FC                                              |       |
| 2003/04 | Bassa                                               | SAP FC                                              |       |
| 2004/05 | Bassa                                               | Hoppers                                             |       |
| 2005/06 | SAP FC                                              | Hoppers                                             |       |
| 2006/07 | Bassa                                               | SAP FC                                              |       |
| 2007/08 | Bassa                                               | Hoppers                                             |       |
| 2008/09 | SAP FC                                              | Hoppers                                             |       |
| 2009/10 | Bassa                                               | Old Road FC                                         |       |
| 2010/11 | Parham                                              | Hoppers                                             |       |
| 2011/12 | Old Road                                            | All Saints United                                   |       |
| 2012/13 | Old Road                                            | Hoppers                                             |       |
| 2013/14 | SAP FC                                              | Parham                                              |       |
| 2014/15 | Parham                                              | Hoppers                                             |       |
| 2015/16 | Hoppers                                             | Grenades                                            |       |
| 2016/17 | Parham                                              | Hoppers                                             |       |
| 2017/18 | Hoppers                                             | Five Islands                                        |       |
| 2018/19 | Liberta Black Hawks                                 | Hoppers                                             |       |
| 2019/20 | Competição abandonada devido a Pandemia de COVID-19 | Competição abandonada devido a Pandemia de COVID-19 |       |
| 2020/21 | Competição cancelada devido a Pandemia de COVID-19  | Competição cancelada devido a Pandemia de COVID-19  | [ 3 ] |
| 2022/23 | Grenades                                            | All Saints United                                   |       |
| 2023/24 | All Saints United                                   | Grenades                                            |       |

## Maiores Vencedores
| Equipe              | Títulos | Anos |
| Empire              | 13      | 1968/69, 1969/70, 1970/71, 1971/72, 1972/73, 1974/75, 1978/79, 1987/88, 1991/92, 1997/98, 1998/99, 1999/00, 2000/01 |
| Parham              | 6       | 1989/90, 2001/02, 2002/03, 2010/11, 2014/15, 2016/17                                                                |
| Bassa               | 5       | 2003/04, 2004/05, 2006/07, 2007/08, 2009/10                                                                         |
| SAP                 | 4       | 1988/89, 2005/06, 2008/09, 2013/14                                                                                  |
| Saint George        | 4       | 1963/64, 1964/65, 1980/81, 1981/82                                                                                  |
| English Harbour     | 3       | 1994/95, 1995/96, 1996/97                                                                                           |
| Old Road            | 2       | 2011/12, 2012/13 |
| Villa Lions         | 2       | 1983/84, 1985/86 |
| Liberta             | 2       | 1984/85, 1986/87 |
| Lion Hill Spliff    | 2       | 1982/83, 1993/94 |
| Falmouth            | 2       | 1962/63, 1965/66 |
| Hereford United     | 2       | 1990/91, 1992/93 |
| Hoppers             | 2       | 2015/16, 2017/18 |
| Supa Stars          | 2       | 1975/76, 1976/77 |
| Arsenal             | 1       | 1961/62 |
| All Saints United   | 1       | 2023/24 |
| Grenades            | 1       | 2022/23 |
| Pan Am Jets         | 1       | 1966/67 |
| Codrington          | 1       | 1967/68 |
| Brimsdown Rovers    | 1       | 1979/80 |
| Five Islands        | 1       | 1977/78 |
| J & J Construction  | 1       | 1989/90 |
| Liberta Black Hawks | 1       | 2018/19 |

## Artilheiros
| 'Ano    | Artilheiro(s)        | Clube (s) | Gols |
| 2000/01 | Conrad “Boast” Whyte | Empire    | 21   |
| 2001/02 | Conrad “Boast” Whyte | Empire    | 26   |
| 2002/03 | Rackley Thomas       | SAP       | 20   |
| 2004/05 | Peter Byers          | SAP       | 18   |
| 2006/07 | Ranjae Christian     | Bassa     | 15   |
| 2008/09 | Stefan Smith         | Old Road  | 17   |
| 2009/10 | Kelly Frederick      | Hoppers   | 15   |

## Ligações Externas
- Campeonato de Antigua e Barbuda